# Canton de Sainte-Savine
Le canton de Sainte-Savine est une ancienne division administrative française, située dans le département de l'Aube en région Champagne-Ardenne.

## Géographie
Ce canton était organisé autour de Sainte-Savine dans l'arrondissement de Troyes. Son altitude moyenne s'élevait à 170 m.

## Histoire
Le canton est créé par le décret du 13 juillet 1973.
Par le décret du 21 février 2014, il est supprimé à compter des élections départementales de mars 2015.

## Administration
| Période | Période      | Identité                                            | Étiquette           | Qualité |
| ------- | ------------ | --------------------------------------------------- | ------------------- | --- |
| 1973    | 1975 (décès) | Paul Steffann                                       | PS                  | Maire de Sainte-Savine (1971-1975) Ancien conseiller général du Canton de Troyes-2 (1972-1973)                  |
| 1975    | 1982         | Paulette Steffann (épouse du précédent) (1920-2016) | PS                  | |
| 1982    | 2001         | Alain Coillot (1945-2012)                           | UDF-Parti radical   | Entrepreneur Maire de Sainte-Savine (1983-2001) Président de la communauté d'agglomération troyenne (1995-2001) |
| 2001    | 2015         | Jean-Marc Massin                                    | Les Verts puis EELV | Principal adjoint de collège Conseiller municipal de Sainte-Savine                                              |

## Composition
Le canton de Sainte-Savine regroupait cinq communes et comptait 15 225 habitants, selon le recensement de 2009.
| Communes            | Population (2012) | Code postal | Code Insee |
| ------------------- | ----------------- | ----------- | ---------- |
| Macey               | 856               | 10300       | 10211      |
| Montgueux           | 404               | 10300       | 10248      |
| La Rivière-de-Corps | 2 924             | 10440       | 10321      |
| Sainte-Savine       | 10 097            | 10300       | 10362      |
| Torvilliers         | 852               | 10440       | 10381      |

## Démographie
| 1975   | 1982   | 1990   | 1999   | 2006   | 2011   | 2012   |
| ------ | ------ | ------ | ------ | ------ | ------ | ------ |
| 12 998 | 12 913 | 13 977 | 14 957 | 15 477 | 15 299 | 15 297 |